# Gereb Bi'ati
Gereb Bi'ati is een Ethiopisch stuwmeer nabij Mekelle, de hoofdplaats van Tigray. De aarden dam werd gebouwd in 2000 door SAERT.

## Eigenschappen van de dam
- Hoogte: 17 meter
- Lengte: 578 meter
- Breedte van de overloop: 40 meter

## Capaciteit
- Oorspronkelijke capaciteit: 1 005 841 m³
- Ruimte voor sedimentopslag: 232 728 m³
- Oppervlakte: 17 hectare
- Gepland irrigatiegebied: 88 hectare

## Omgeving
Het stroomgebied van het reservoir is 9,71 km² groot, met een omtrek van 14,24 km en een lengte van 4960 meter. Het reservoir ondergaat snelle sedimentafzetting.  De gesteenten in het bekken zijn Schiefer van Agula en Doleriet van Mekelle. Een deel van het water gaat verloren door insijpeling; een positief neveneffect hiervan is dat dit bijdraagt tot het grondwaterpeil.